# Ceratomyxa appendiculata
Ceratomyxa appendiculata is een microscopische parasiet uit de familie Ceratomyxidae. Ceratomyxa appendiculata werd in 1892 beschreven door Thélohan. 